# Święta Kępa
Święta Kępa (pot. t. Świdna Kępa) – nadmorskie wzniesienie o wysokości 63 m n.p.m. w Paśmie Wolińskim na wyspie Wolin na obszarze Wolińskiego Parku Narodowego, ok. 1,5 km na zachód od jeziora Gardno. Położone na terenie powiatu kamieńskiego, gminy Międzyzdroje.
Święta Kępa jest odcinkiem klifu, który w tym miejscu jest wyraźnie wysunięty w kierunku Zatoki Pomorskiej. Na wąskiej plaży u podnóża klifu znajdują się głazy.
Obszar Świętej Kępy znajduje się obszarze ochrony ścisłej im. prof. Zygmunta Czubińskiego.

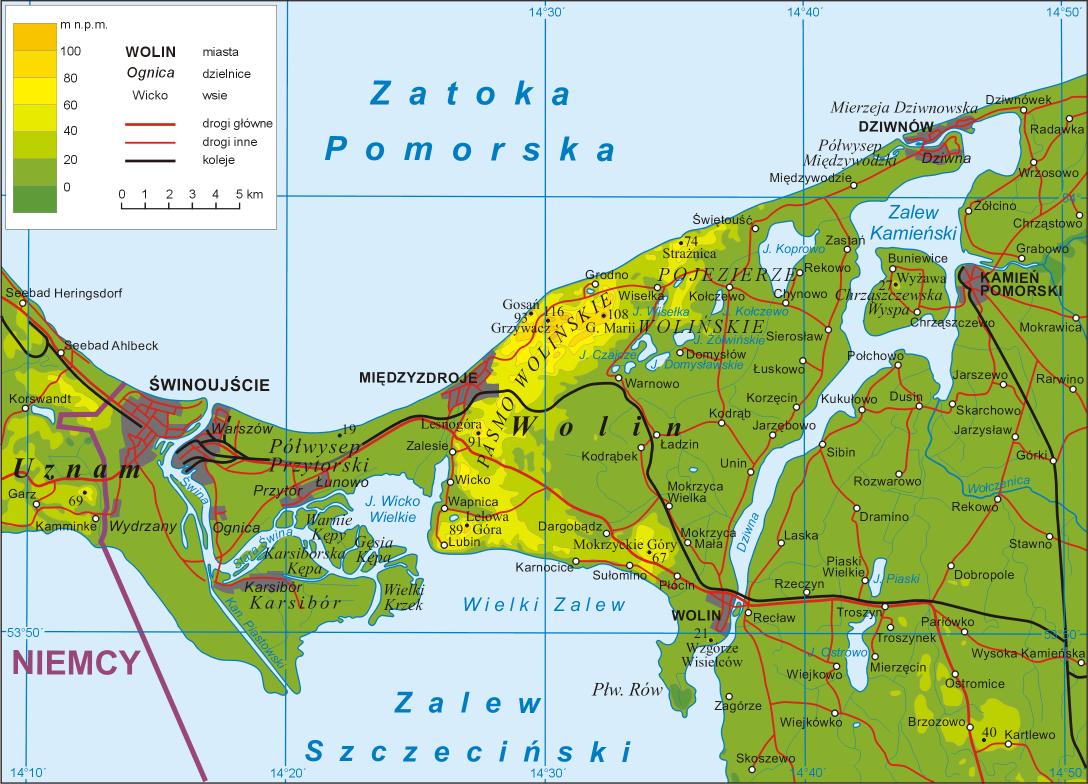
Mapa wyspy Wolin

Nazwę Święta Kępa wprowadzono urzędowo w 1949 roku, zastępując poprzednią niemiecką nazwę Swinhöft. Obszar przedstawiono jako „część wybrzeża”, a także podano dodatkową nazwę Svanhoft.